# Maxwell (football)
Pour les articles homonymes, voir Maxwell.
Maxwell Scherrer Cabelino Andrade, plus connu sous le nom de Maxwell, né le 27 août 1981 à Cachoeiro de Itapemirim dans l'Espírito Santo, au Brésil, est un ancien footballeur international brésilien qui évoluait au poste d'arrière latéral gauche.
Il joue tout d'abord dans un club brésilien puis dans cinq autres clubs différents en Europe avec lesquels il remporte de nombreux titres nationaux.
Il termine sa carrière à l'issue de la saison 2016-2017 après avoir joué pendant cinq ans et demi sous le maillot du Paris Saint-Germain pour devenir coordinateur sportif dans ce même club de 2017 à 2019, puis ambassadeur et recruteur du club au Brésil.

## Biographie

### Jeunesse et débuts au Brésil

#### Cruzeiro (2000-2001)
Né à Cachoeiro de Itapemirim (Espírito Santo) en août 1981, le Brésilien commence sa carrière au club de Cruzeiro en tant que junior puis en tant que professionnel en l'an 2000.

### Naissance d'un talent aux Pays-Bas

#### Ajax Amsterdam (2001-2006)
Au cours de sa première saison professionnelle de 2000-2001 en Amérique du Sud, le joueur est très rapidement repéré par des recruteurs européens. Il rejoint le vieux continent et les Pays-Bas en faveur de l'Ajax Amsterdam en juin 2001 pour un contrat de cinq ans.
Il reste finalement quatre ans dans le club néerlandais où il dispute sa meilleure saison en 2003-04 au cours de laquelle ce dernier ne rate que trois matches et est élu meilleur joueur d'Eredivisie (championnat des Pays-Bas de football).
C'est lors de ces années à l'Ajax qu'il fait la connaissance de son ami proche Zlatan Ibrahimović.
Il subit une rupture des ligaments croisés du genou en avril 2005 l'obligeant à cesser de jouer au football pendant quinze mois et de ne plus jouer pour l'Ajax.

### Confirmation au plus haut niveau en Italie

#### Inter Milan (2006-2009) et prêt à Empoli FC (2006)
À l'issue de la saison 2005-06, il signe librement à l'Inter Milan en Italie. À cause des quotas de joueurs non-européens, son contrat est d'abord signé avec le l'Empoli FC sous forme prêt en 2006, mais n'y joue aucun match, avant d'être officiellement réalisé avec l'Inter pour quatre saisons (ce procédé avait déjà été utilisé avec le gardien internationale brésilien Júlio César, son compatriote, qui était passé par le Chievo Vérone).
Le Brésilien impressionne lors de sa première saison, en particulier lors d'un match contre Parme où il marque un but qui sera élu comme le plus beau de la saison par l'Inter Channel, la chaîne de télévision dédiée au club italien.
Arrière gauche plutôt offensif, il parvient à mettre le champion du monde italien Fabio Grosso sur le banc. Il lui arrive également de se positionner en milieu gauche lorsque Christian Chivu joue arrière.
Après deux titres de champion de Serie A remportés avec l'Internazionale en tant que titulaire dans le dispositif de l'entraîneur portugais José Mourinho, il perd néanmoins peu à peu sa place au profit de Davide Santon lors de la saison 2008-09.

### Des années mitigées comme doublure en Espagne

#### FC Barcelone (2009-2012)

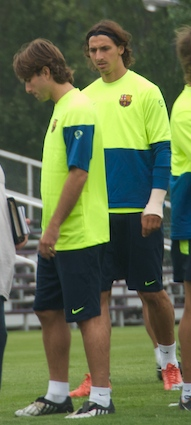
Maxwell, à gauche, et Zlatan Ibrahimović, à droite, ont joué ensemble à l'Ajax Amsterdam, à l'Inter Milan, au FC Barcelone et au Paris Saint-Germain.

Le 15 juillet 2009, le club espagnol du FC Barcelone trouve un accord avec l'Inter Milan pour s'attacher les services du Brésilien pour cinq saisons pour un montant de 4,5 millions d'euros plus 500 000 euros en fonction des objectifs atteints selon le site officiel du club catalan.
Dès son arrivée au sein du club Blaugrana, il remporte la Supercoupe d'Espagne face à l'Athletic Bilbao en match aller retour (défaite 1-2 puis victoire 3-0). Quelques jours plus tard seulement, il empoche la Supercoupe d'Europe face au Chakhtar Donetsk au Stade Louis-II le 28 août 2009 sans jouer.
Au cours de cette saison 2009-10, le Cachoeirense participe à 36 rencontres, remporte la Coupe du monde des clubs aux Émirats arabes unis ainsi que le championnat espagnol devant le rival madrilène.
Durant la suivante (2010-11), Maxwell joue davantage (41) et est auteur d'un but en Liga, championnat gagné pour la deuxième fois d'affilée devant le grand rival du Real Madrid.
Par ailleurs, il est absent lors de la finale de la Ligue des champions en 2011 face à Manchester United à Wembley remporté par les joueurs de Pep Guardiola sur le score de 3 buts à 1.

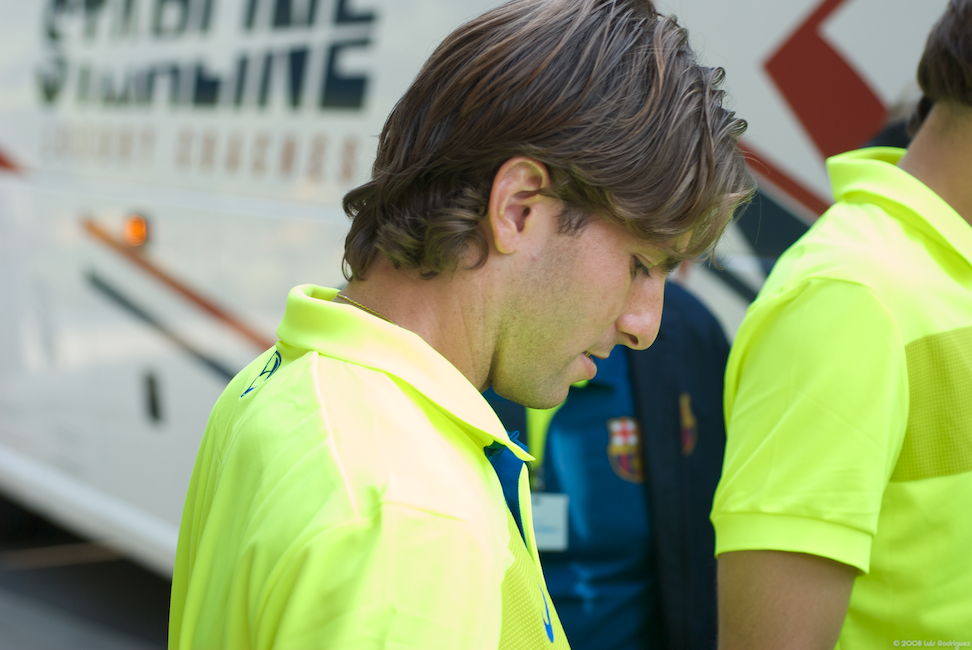
Avec le Barça.

En revanche, son ultime saison (2011-2012) au FC Barcelone est extrêmement difficile puisque l'arrière latéral ne joue que 12 matches et seulement 3 en Ligue des champions.
L'intensité concurrentielle s’accroît dès août 2011 avec le retour d'Éric Abidal au poste d'arrière gauche, son poste de prédilection, cinq mois après que le club avait annoncé à la presse que son joueur souffrait d'une tumeur au foie et devant subir une opération chirurgicale.
L'international est en fin de contrat, il choisit de prolonger avec le club catalan malgré de nombreuses offres de transfert intéressantes comme celles formulées par le Paris Saint-Germain.
Par ailleurs, le Brésilien Adriano évoluant au même poste est de plus en plus souvent préféré à Maxwell aux yeux de l'entraîneur barcelonais Pep Guardiola.

### Retour comme titulaire en France

#### Paris Saint-Germain (2012-2017)

##### Saison 2011-2012

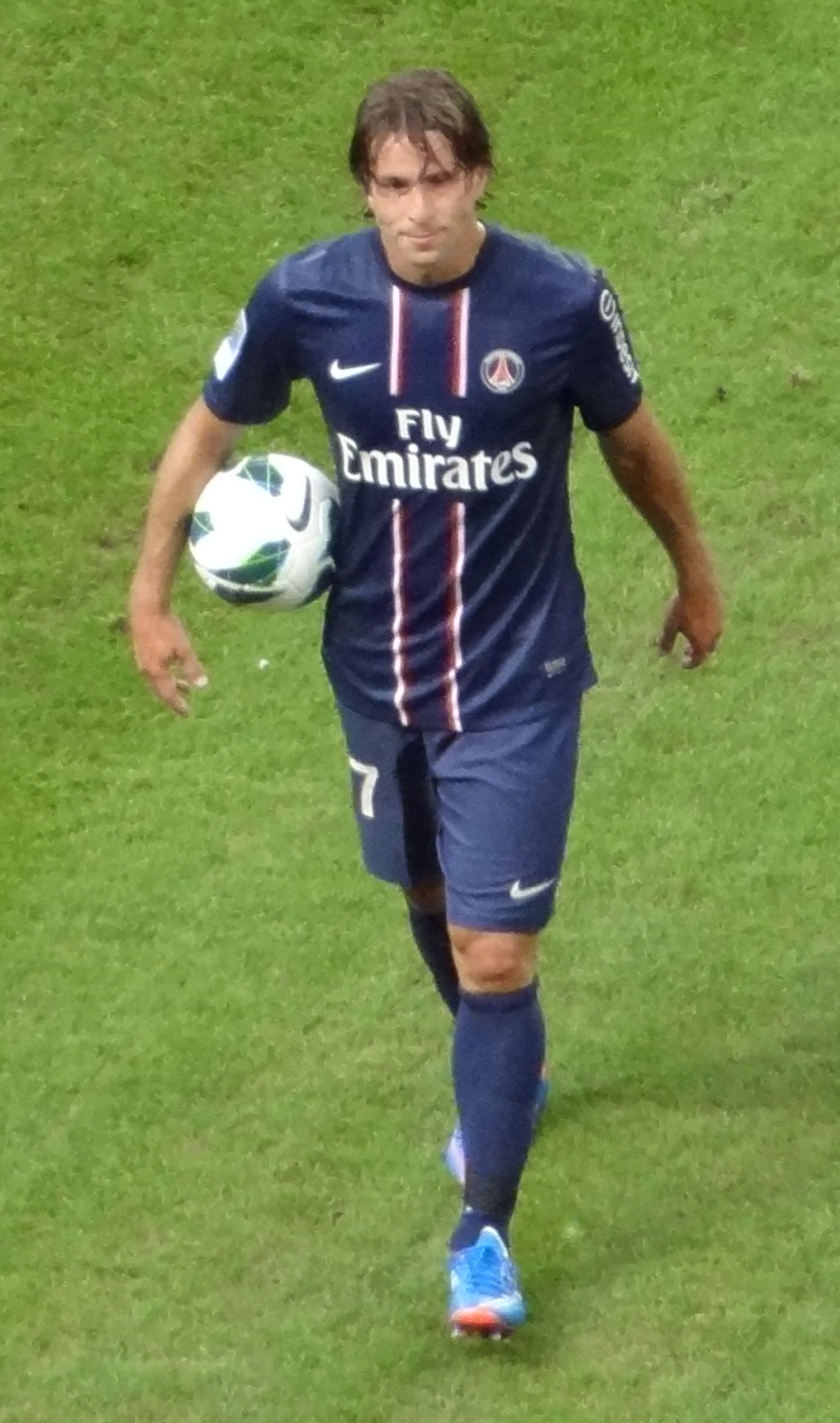
Maxwell à ses débuts avec le PSG.

Au cours de la saison 2011-12, Maxwell se retrouve en manque de temps de jeu face à la concurrence d'Éric Abidal et Adriano. Ainsi, lors du mercato hivernal de 2012, il quitte le Barça pour rejoindre la France et le Paris Saint-Germain de son compatriote Leonardo. Le montant du transfert est d'environ 4 millions d'euros.
Il y est rejoint par son ami Zlatan Ibrahimović durant le mercato d'été suivant : c'est le quatrième club pour lequel les deux joueurs évoluent ensemble (en juin 2016, ils avaient passé 12 ans comme coéquipiers dans un même club).
Maxwell joue son tout premier match sous les couleurs du Paris Saint Germain contre Toulouse FC quelques jours seulement après son arrivée à Paris pour pallier le départ à la CAN de Siaka Tiéné et une victoire 3-1. Le 6 mai 2012, il inscrit son premier but sous les couleurs du Paris Saint-Germain en championnat contre Valenciennes (victoire 3-4).

##### Saison 2012-2013
Après des débuts difficiles, discret de nature, il finit par s'imposer sur le flanc gauche de la défense parisienne pour devenir un titulaire indiscutable sous les ordres de l'expérimenté tacticien italien Carlo Ancelotti.
Le 12 mai 2013, il devient champion de France. Le 3 août 2013, il gagne le Trophée des champions face aux Girondins de Bordeaux au stade d'Angondjé (Libreville, Gabon).

##### Saison 2013-2014
Lors de la saison 2013-14, il est mis en concurrence avec le jeune français Lucas Digne. Cependant, Laurent Blanc lui accorde sa confiance qui est bénéfique, puisqu'il égalise lors de la première journée face au Montpellier HSC. À la suite de ce but, il joue tous les matches du mois d'août. Lors du Classique d'octobre 2013, il égalise pour son équipe, alors que celle-ci évoluait à 10 contre 11. Par la suite Paris s'imposera finalement, signant ainsi sa première victoire au Vélodrome depuis 2008. Le 28 février 2014, le PSG annonce la prolongation de son contrat jusqu'en 2015.
Le 2 mars 2014, il ouvre le score à la 50e minute du match qui oppose le Paris Saint Germain à l'Olympique de Marseille sur une passe lumineuse de son ami Zlatan Ibrahimović (Maxwell est ainsi l'homme du Classico français 2013-2014).
Le 19 avril 2014, il délivre une passe décisive à Edinson Cavani lors de la finale de la Coupe de la Ligue au Stade de France face à l'Olympique lyonnais (1-2) qui permettra à son équipe de remporter la compétition.

##### Saison 2014-2015
Le 31 août 2014, lors de la victoire 5-0 face à l'ASSE, il réalise deux passes décisives respectivement pour Ibrahimović et Cavani, contribuant ainsi nettement à la large victoire du PSG ce jour-là.
Le 17 octobre 2014, il marque son premier but de la saison 2014-15 du pied droit face au RC Lens pour le compte de la 10e journée de championnat.
Le 3 février 2015, il est l'unique buteur de la rencontre face au LOSC et envoie le PSG en finale de la Coupe de la ligue défendre son titre.
Le 25 avril 2015, Maxwell marque le but le plus rapide de l'histoire du club en 24 secondes, détrônant ainsi de quelques secondes le précédent record établi par Zlatan Ibrahimović, face à Lille lors d'une victoire des siens 6-1 pour le compte de la 34e journée de Ligue 1.

##### Saison 2015-2016
Le 8 janvier 2016, Maxwell marque son premier but de la saison face au SC Bastia lors de la 20e journée de Ligue 1 à la 39e minute de jeu d'une sublime frappe du pied gauche, puis le 16 avril, rentrant en fin de match contre le SM Caen, il inscrit son deuxième but de la saison et le 6e but de son équipe, réalisant un véritable festival ce jour-là (6-0).
Il marque son troisième but de sa saison le 29 avril pour le compte de la 36e journée de Ligue 1 face au Stade rennais à la 50e minute de jeu en réalisant un petit pont suivi d'une frappe en pleine lucarne. Ce but est d'ailleurs nommé pour le trophée UNFP de la meilleure réalisation.
Alors qu'il est en fin de contrat au terme de la saison 2015-16, Maxwell prolonge l'aventure d'un an avec son club du Paris Saint-Germain avec lequel il est donc lié jusque juin 2017.

##### Saison 2016-2017
Maxwell figure parmi les cadres du vestiaire parisien et de la défense avec Thiago Silva, capitaine du club. Le Brésilien est d'ailleurs le quatrième capitaine après Thiago Motta et Blaise Matuidi depuis le départ de Zlatan Ibrahimović à l'issue de la saison 2015-2016.
Il joue un peu moins que les saisons précédentes avec la concurrence entretenue par Layvin Kurzawa, mais reste cependant le titulaire lors de rendez-vous importants en Ligue des champions ou en Ligue 1.
Il joue son dernier match au Parc des Princes lors de la 38e journée de Ligue 1 face au SM Caen, qui réussit à faire match nul face au club de la capitale, un point les maintenant en Ligue 1.
Il joua son ultime match le 27 mai 2017 en finale de la 100e édition de la Coupe de France contre le SCO Angers, une soirée soldée par à un 11e sacre en Coupe de France pour le club de la capitale et un 3e pour lui.
En février 2023, le site spécialisé Onze de Légende le met titulaire dans la meilleure équipe de l'histoire du PSG.

### Carrière en sélection brésilienne
Maxwell porte tout d'abord les couleurs brésiliennes en 2004 avec l'équipe olympique à plusieurs reprises dans le cadre du tournoi pré-olympique masculin de la CONMEBOL 2004 en vue de se qualifier pour les Jeux olympiques d'Athènes.
Lors de la saison 2003-2004, il est appelé pour la première fois avec l’équipe nationale du Brésil mais ne joue pas. Il acquiert tout de même de l'expérience auprès de joueurs de renoms comme Ronaldo, Cafu, Zé Roberto, Ronaldinho, Adriano ou encore Dida.
À la reprise de la saison 2013-2014 et auréolé d'un titre de champion de France avec le Paris-SG, il est à nouveau appelé en sélection et entre en cours de match contre la Suisse.
Le 7 mai 2014, il est sélectionné dans la liste des 23 Brésiliens pour la Coupe du monde.
Lors de cette Coupe du monde au Brésil, il est le remplaçant de Marcelo durant toute la compétition jusqu'à la petite finale (match pour la troisième place) contre les Pays-Bas qu'il perd 3 buts à 0 en étant titulaire.
À la suite de cette compétition, il décide de prendre sa retraite internationale et ne portera donc plus la tunique des Auriverdes.

### Reconversion

#### Coordinateur sportif (2017-2019)
Le 4 juillet 2017, il débute comme « coordinateur sportif », sa fonction correspond à un rôle d'adjoint pour l'ancien directeur sportif Antero Henrique, au Paris Saint-Germain : alors que le Portugais s'occupe des négociations contractuelles, le Brésilien sert de lien entre le groupe professionnel et la direction .
Mais ses fonctions dépassent aussi le « terrain », il joue en effet un rôle important dans la venue de Dani Alves puis dans celle de Neymar.

### Style de jeu

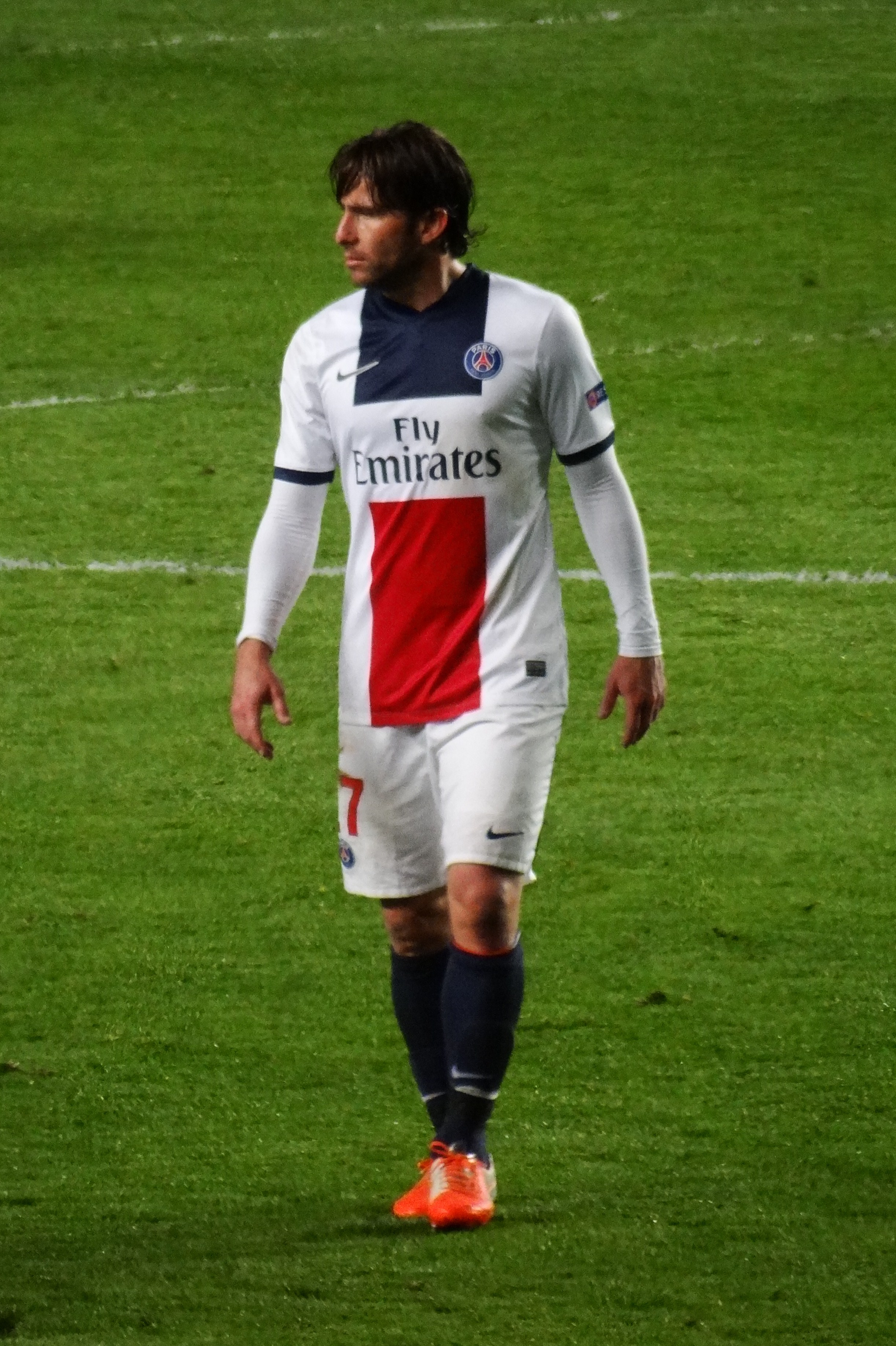
Contre Chelsea à Stamford Bridge avec le PSG en Ligue des champions, le 8 4 2014.

Sa vision de jeu, sa précision dans les passes ou dans les centres ainsi que son endurance exceptionnelle à son âge, lui permettent d'apporter énormément offensivement. Il est capable de parcourir de très longues distances et n'est que très rarement remplacé en cours de match.
Il est très souvent comparé à Gabriel Heinze, international argentin évoluant au même poste, aux qualités et au parcours footballistique assez proche.
Redoutable dans son couloir, le latéral gauche est la rampe de lancement de beaucoup de joueurs offensifs dans les différentes équipes avec lesquelles il évolue ou a évolué (Leo Messi au Barça, Neymar Jr. au Brésil, Julian Draxler au PSG...). Leur bonne entente fonde l’une des principales armes de ses équipes.

### Vie privée
Né d'un père ingénieur et d'une mère professeur de portugais, il perd son frère Gustavo en 2002 (à l'âge de 22 ans), décédé dans un accident de voiture. Il est marié à Giulia et a trois filles : Maria, Valentina et Manuella, ainsi qu'un garçon nommé João Vitor.
Il est un ami proche de l'international suédois Zlatan Ibrahimović.
Grâce à ses passages dans les différents championnats européens, il s'exprime désormais en plusieurs langues : portugais, espagnol, italien, anglais et français.

## Palmarès
| Cruzeiro (1)                         | Ajax Amsterdam (4) | Inter Milan (4) | FC Barcelone (8) | Paris Saint-Germain (15) |
| ------------------------------------ | --- | --- | --- | --- |
| - Coupe du Brésil - Vainqueur: 2000. | - Eredivisie - Champion : 2001-02 et 2003-04. - Vice-champion : 2002-03 et 2004-05. - Coupe des Pays-Bas - Vainqueur : 2002 - Supercoupe des Pays-Bas - Vainqueur : 2002. - Finaliste : 2004. | - Serie A - Champion : 2006-07, 2007-08 et 2008-09. - Coupe d'Italie - Finaliste : 2006-07 et 2007-08. - Supercoupe d'Italie - Vainqueur : 2008. - Finaliste : 2007. | - Liga - Champion : 2009-10 et 2010-11. - Vice-champion : 2011-12. - Coupe d'Espagne - Finaliste : 2010-11. - Supercoupe d'Espagne - Vainqueur : 2009, 2010. - Ligue des champions - Vainqueur : 2010-2011. - Supercoupe de l'UEFA - Vainqueur : 2009. - Coupe du monde des clubs - Vainqueur : 2009 et 2011. | - Ligue 1 - Champion : 2012-13, 2013-14, 2014-15 et 2015-16. - Vice-champion : 2011-12 et 2016-17. - Coupe de France - Vainqueur : 2014-15 , 2015-16 et 2016-17. - Coupe de la Ligue - Vainqueur : 2013-14 , 2014-15 , 2015-16 et 2016-17. - Trophée des champions - Vainqueur : 2013, 2014, 2015 et 2016. |

## Distinctions personnelles
- Plus beau but de l'année du Championnat de France en 2016
- Plus beau but de l'année du Championnat d'Italie en 2007
- Élu meilleur passeur du Championnat des Pays-Bas en 2006
- Élu meilleur joueur du Championnat des Pays-Bas en 2004
- Élu meilleur joueur du Championnat du Brésil en 2001
- Élu meilleur arrière-gauche du Championnat de France en 2013, 2015 et 2016

## Statistiques

### Statistiques en club
| Saison                | Club                  | Championnat           | Championnat | Championnat | Championnat | Coupe nationale | Coupe nationale | Coupe nationale | Coupe de la Ligue | Coupe de la Ligue | Coupe de la Ligue | Supercoupe | Supercoupe | Supercoupe | Compétition(s) continentale(s) | Compétition(s) continentale(s) | Compétition(s) continentale(s) | Compétition(s) continentale(s) | Coupe du monde des clubs | Coupe du monde des clubs | Coupe du monde des clubs | Total | Total | Total |
| Saison                | Club                  | Division              | M.          | B.          | P.d.        | M.              | B.              | P.d.            | M.                | B.                | P.d.              | M.         | B.         | P.d.       | Comp.                          | M.                             | B.                             | P.d.                           | M.                       | B.                       | P.d.                     | M.    | B.    | P.d.  |
| 2001-2002             | Ajax Amsterdam        | Eredivisie            | 24          | 0           | 2           | 3               | 0               | -               | -                 | -                 | -                 | -          | -          | -          | C1+C3                          | 1+3                            | 0                              | 0                              | -                        | -                        | -                        | 31    | 0     | 2     |
| 2002-2003             | Ajax Amsterdam        | Eredivisie            | 30          | 4           | 3           | 2               | 0               | -               | -                 | -                 | -                 | 1          | 0          | 2          | C1                             | 12                             | 0                              | 2                              | -                        | -                        | -                        | 45    | 4     | 7     |
| 2003-2004             | Ajax Amsterdam        | Eredivisie            | 31          | 2           | 6           | 1               | 0               | -               | -                 | -                 | -                 | -          | -          | -          | C1                             | 7                              | 0                              | 1                              | -                        | -                        | -                        | 39    | 2     | 7     |
| 2004-2005             | Ajax Amsterdam        | Eredivisie            | 29          | 3           | 2           | 3               | 0               | -               | -                 | -                 | -                 | 1          | 0          | 0          | C1+C3                          | 5+2                            | 0+1                            | 0                              | -                        | -                        | -                        | 40    | 4     | 2     |
| Sous-total            | Sous-total            | Sous-total            | 114         | 9           | 13          | 9               | 0               | -               | -                 | -                 | -                 | 2          | 0          | 2          | -                              | 30                             | 1                              | 3                              | -                        | -                        | -                        | 155   | 10    | 18    |
| 2005-2006             | Empoli FC             | Serie A               | 0           | 0           | 0           | -               | -               | -               | -                 | -                 | -                 | -          | -          | -          | -                              | -                              | -                              | -                              | -                        | -                        | -                        | 0     | 0     | 0     |
| Sous-total            | Sous-total            | Sous-total            | 0           | 0           | 0           | -               | -               | -               | -                 | -                 | -                 | -          | -          | -          | -                              | -                              | -                              | -                              | -                        | -                        | -                        | 0     | 0     | 0     |
| 2006-2007             | Inter Milan           | Serie A               | 22          | 1           | 1           | 5               | 0               | -               | -                 | -                 | -                 | -          | -          | -          | C1                             | 2                              | 0                              | 0                              | -                        | -                        | -                        | 29    | 1     | 1     |
| 2007-2008             | Inter Milan           | Serie A               | 32          | 0           | 0           | 4               | 0               | -               | -                 | -                 | -                 | -          | -          | -          | C1                             | 7                              | 0                              | 0                              | -                        | -                        | -                        | 43    | 0     | 0     |
| 2008-2009             | Inter Milan           | Serie A               | 26          | 1           | 1           | 3               | 0               | 1               | -                 | -                 | -                 | 1          | 0          | 0          | C1                             | 4                              | 0                              | 1                              | -                        | -                        | -                        | 34    | 1     | 3     |
| Sous-total            | Sous-total            | Sous-total            | 80          | 2           | 2           | 12              | 0               | 1               | -                 | -                 | -                 | 1          | 0          | 0          | -                              | 13                             | 0                              | 1                              | -                        | -                        | -                        | 106   | 2     | 4     |
| 2009-2010             | FC Barcelone          | Liga                  | 25          | 0           | 4           | 4               | 0               | 0               | -                 | -                 | -                 | 1          | 0          | 0          | C1                             | 7                              | 0                              | 1                              | -                        | -                        | -                        | 37    | 0     | 5     |
| 2010-2011             | FC Barcelone          | Liga                  | 25          | 0           | 1           | 9               | 1               | 0               | -                 | -                 | -                 | 2          | 0          | 1          | C1                             | 7                              | 0                              | 0                              | -                        | -                        | -                        | 43    | 1     | 2     |
| 2011-2012             | FC Barcelone          | Liga                  | 7           | 0           | 0           | 2               | 1               | 0               | -                 | -                 | -                 | -          | -          | -          | C1                             | 3                              | 0                              | 0                              | 1                        | 0                        | 0                        | 13    | 1     | 0     |
| Sous-total            | Sous-total            | Sous-total            | 57          | 0           | 5           | 15              | 2               | 0               | -                 | -                 | -                 | 3          | 0          | 1          | -                              | 17                             | 0                              | 1                              | 1                        | 0                        | 0                        | 93    | 2     | 7     |
| 2011-2012             | Paris Saint-Germain   | Ligue 1               | 14          | 1           | 0           | 1               | 0               | 0               | -                 | -                 | -                 | -          | -          | -          | -                              | -                              | -                              | -                              | -                        | -                        | -                        | 15    | 1     | 0     |
| 2012-2013             | Paris Saint-Germain   | Ligue 1               | 33          | 2           | 3           | 3               | 0               | 1               | 2                 | 0                 | 0                 | -          | -          | -          | C1                             | 10                             | 0                              | 1                              | -                        | -                        | -                        | 48    | 2     | 5     |
| 2013-2014             | Paris Saint-Germain   | Ligue 1               | 24          | 3           | 2           | 1               | 0               | 1               | 2                 | 0                 | 1                 | 1          | 0          | 0          | C1                             | 8                              | 0                              | 1                              | -                        | -                        | -                        | 36    | 3     | 5     |
| 2014-2015             | Paris Saint-Germain   | Ligue 1               | 26          | 3           | 2           | 2               | 0               | 0               | 2                 | 1                 | 0                 | 0          | 0          | 0          | C1                             | 10                             | 0                              | 0                              | -                        | -                        | -                        | 40    | 4     | 2     |
| 2015-2016             | Paris Saint-Germain   | Ligue 1               | 28          | 3           | 3           | 4               | 0               | 1               | 0                 | 0                 | 0                 | 1          | 0          | 0          | C1                             | 9                              | 0                              | 2                              | -                        | -                        | -                        | 42    | 3     | 6     |
| 2016-2017             | Paris Saint-Germain   | Ligue 1               | 20          | 0           | 6           | 5               | 0               | 0               | 3                 | 0                 | 0                 | 1          | 0          | 0          | C1                             | 4                              | 0                              | 0                              | -                        | -                        | -                        | 33    | 0     | 6     |
| Sous-total            | Sous-total            | Sous-total            | 145         | 12          | 16          | 16              | 0               | 3               | 9                 | 1                 | 1                 | 3          | 0          | 0          | -                              | 41                             | 0                              | 4                              | -                        | -                        | -                        | 214   | 13    | 24    |
| Total sur la carrière | Total sur la carrière | Total sur la carrière | 396         | 23          | 36          | 48              | 1               | 4               | 9                 | 1                 | 1                 | 9          | 0          | 3          | -                              | 101                            | 1                              | 9                              | 1                        | 0                        | 0                        | 564   | 26    | 53    |

### Statistiques en sélection
| Saison                | Sélection             | Phases finales        | Phases finales | Phases finales | Éliminatoires | Éliminatoires | Matchs amicaux | Matchs amicaux | Total | Total |
| Saison                | Sélection             | Compétition           | M              | B              | M             | B             | M              | B              | M     | B     |
| --------------------- | --------------------- | --------------------- | -------------- | -------------- | ------------- | ------------- | -------------- | -------------- | ----- | ----- |
| 2013-2014             | Brésil                | Coupe du monde 2014   | 1              | 0              | -             | -             | 9              | 0              | 10    | 0     |
| Total sur la carrière | Total sur la carrière | Total sur la carrière | 1              | 0              | -             | -             | 9              | 0              | 10    | 0     |